# Сафанія Хафджі
28°17′ пн. ш. 48°45′ сх. д. / 28.28° пн. ш. 48.75° сх. д.Саферанія Хафджі — нафтове родовище у Саудівській Аравії. Входить у Нафтогазоносний басейн Перської затоки.
Відкрите 1951 року.
Глибина залягання покладів 1500…3000 м. Запаси 3 млрд т. Застосовується свердловинна технологія.
В першій половині 1980-х років організована видача попутного газу родовища по трубопроводу Сафанія – Джуайма, а конденсату по трубопроводу Сафанія – Хурсанія – Беррі.